# Parapsyche elsis
Parapsyche elsis är en nattsländeart som beskrevs av Milne 1936. Parapsyche elsis ingår i släktet Parapsyche och familjen ryssjenattsländor. Inga underarter finns listade i Catalogue of Life.